# 개구리 단추

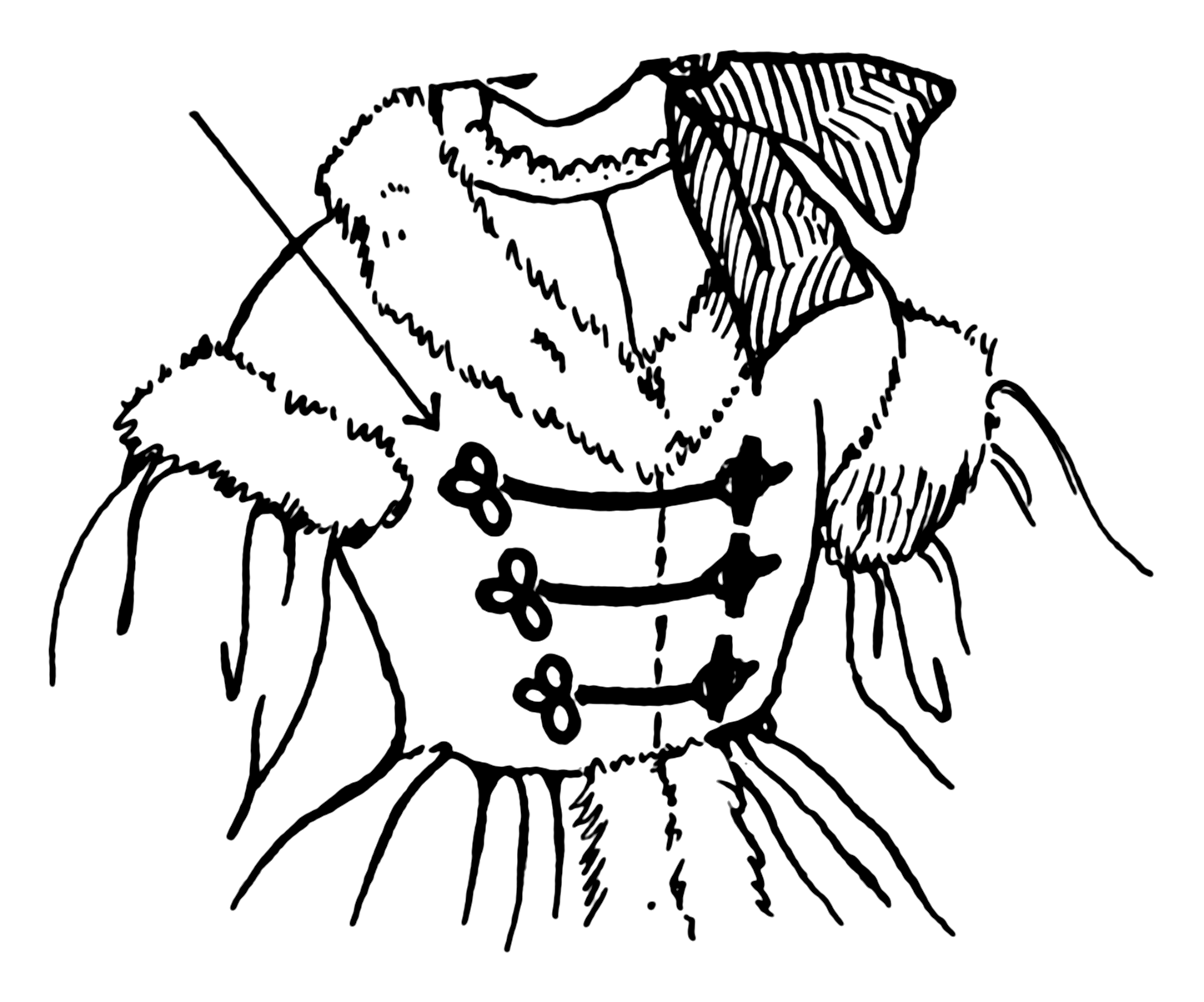

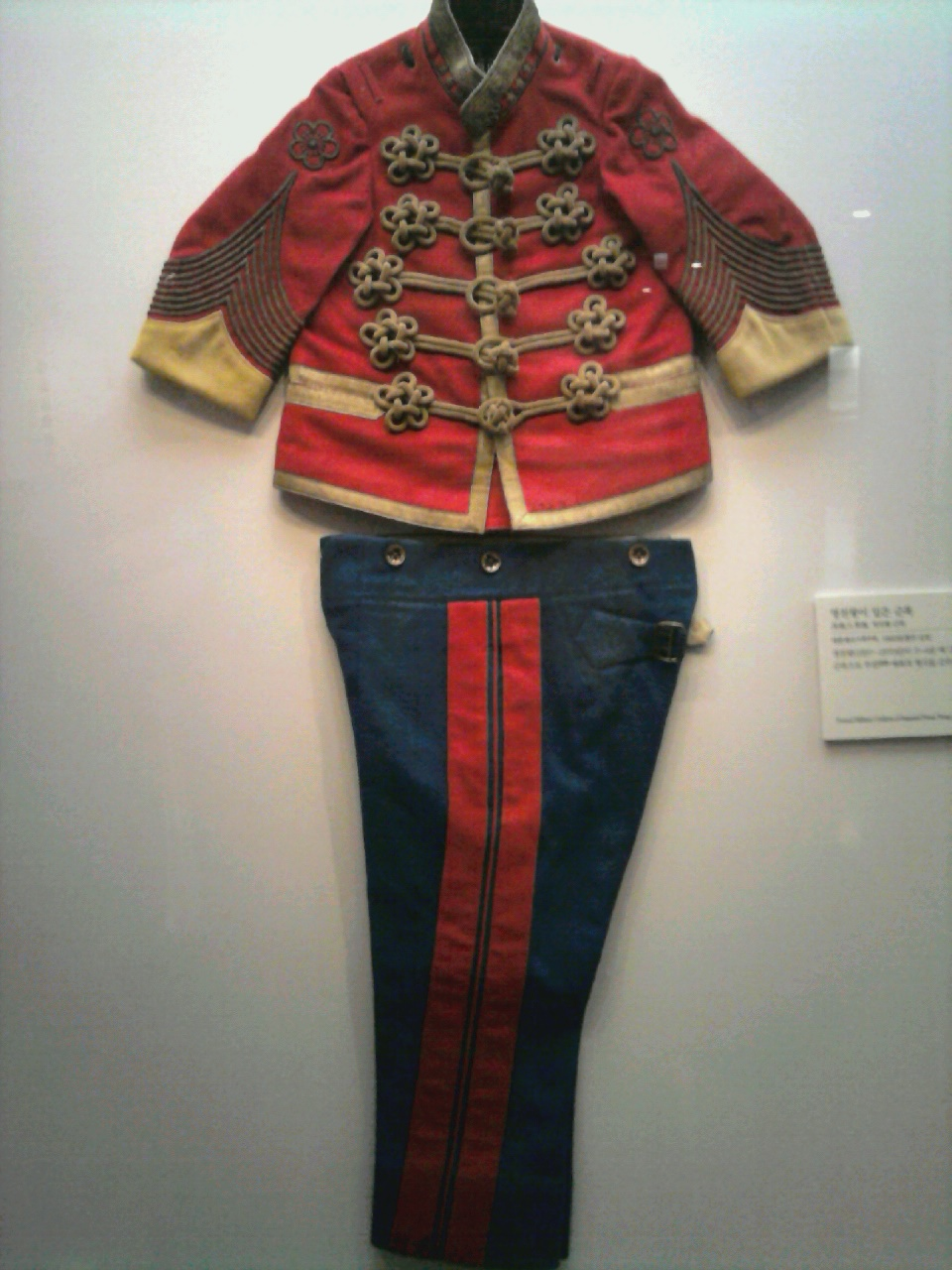
개구리단추가 사용된 영친왕 제복.

개구리 단추(Chinese frog)란 실을 꼬아서 만든 장식용 수술으로, 꼬인 실뭉치와 그 실뭉치를 끼우는 고리로 이루어져 있다. 의복의 전면에 부착되어 단추와 같은 역할을 한다.

## 같이 보기
- 켈트 매듭